# St. Andreasberger Kleinbahn
| |                         |                           |                           |
| Kursbuchstrecke: | 176k (1934) 200g (1946) |                           |                           |
| Streckenlänge: | 1,636 km                |                           |                           |
| Spurweite: | 1435 mm (Normalspur)    |                           |                           |
| Maximale Neigung: | 122 ‰                   |                           |                           |
| Zahnstangensystem: | Abt, 2 Lamellen         |                           |                           |
| Streckengeschwindigkeit: | 8 km/h                  |                           |                           |
| |                         |                           |                           |
| \| \| \| Anschluss zur Odertalbahn \| \| \| \| 0,0 \| St. Andreasberg West \| 433 m \| \| \| 0,1 \| \| \| \| \| 1,4 \| \| \| \| \| 1,4 \| (St. Abg.) Schwalbenherd \| 572 m \| \| \| 1,7 \| St. Andreasberg Stadt \| 603 m \| |                         |                           |                           |
| Strecke (außer Betrieb) |                         | Anschluss zur Odertalbahn | Anschluss zur Odertalbahn |
| Bahnhof (Strecke außer Betrieb) | 0,0                     | St. Andreasberg West      | 433 m                     |
| Strecke mit Straßenbrücke (Strecke außer Betrieb) | 0,1                     |                           |                           |
| Strecke mit Straßenbrücke (Strecke außer Betrieb) | 1,4                     |                           |                           |
| Haltepunkt / Haltestelle (Strecke außer Betrieb) | 1,4                     | (St. Abg.) Schwalbenherd  | 572 m                     |
| Kopfbahnhof Streckenende (Strecke außer Betrieb) | 1,7                     | St. Andreasberg Stadt     | 603 m                     |

Die St. Andreasberger Kleinbahn GmbH betrieb eine – 1959 stillgelegte – Zahnradbahn in Normalspur im Oberharz. Gesellschafter waren anfangs das Land Preußen, die Provinz Hannover und die Stadt Sankt Andreasberg. Den Betrieb führte seit 1924 das Landeskleinbahnamt (LKA).

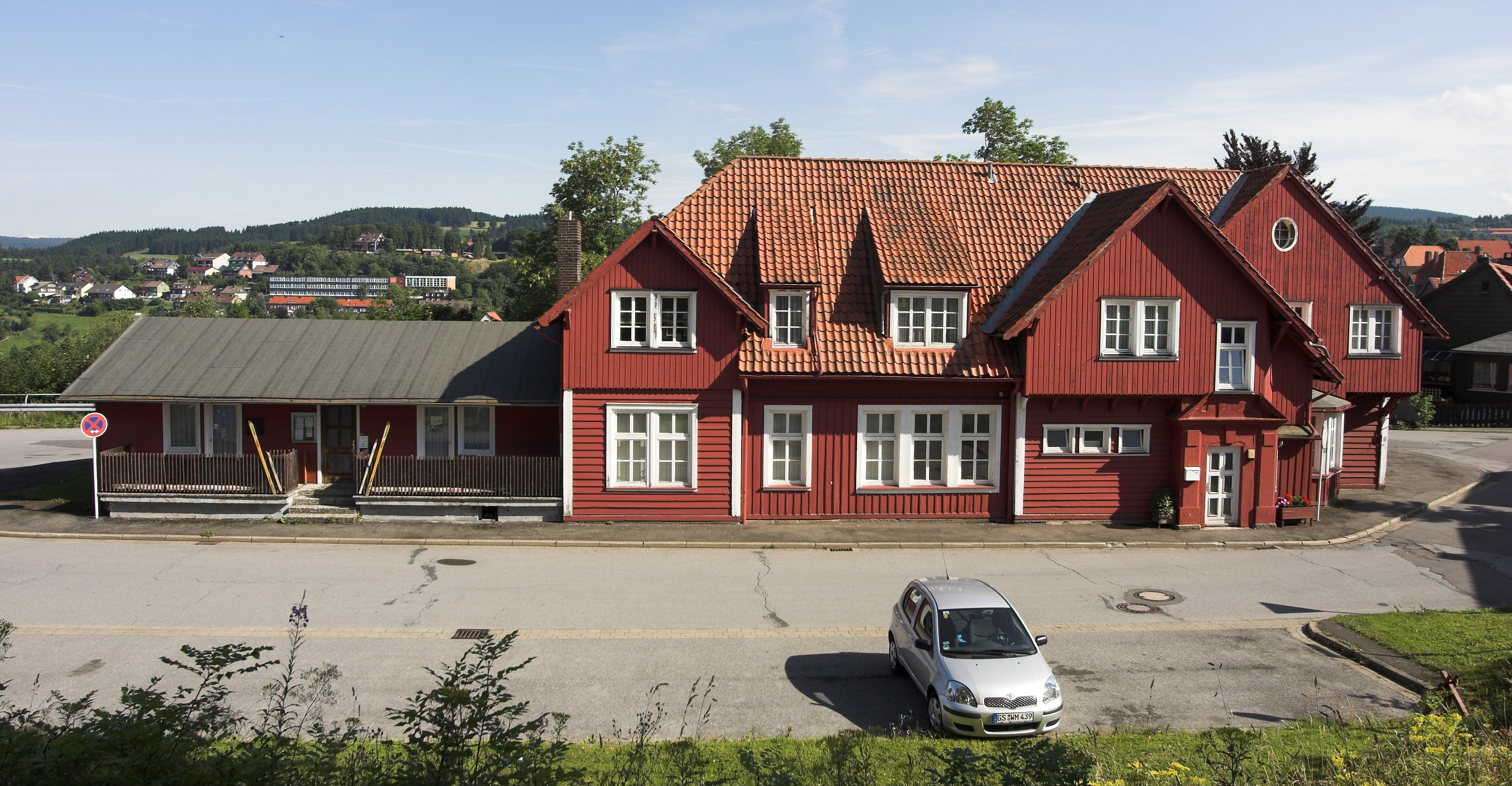
Endbahnhof St. Andreasberg Stadt

## Vorgeschichte und Streckenbau
Dem Bau der Zahnradbahn voraus ging die Eröffnung der Odertalbahn im Jahre 1884, die Sankt Andreasberg über Bad Lauterberg mit der Hauptbahn der Südharzstrecke (Northeim–Nordhausen) in Scharzfeld verband. Endpunkt der Odertalbahn war der Staatsbahnhof St. Andreasberg West am Fuße des Glockenberges.
Die ungünstige Lage des Bahnhofs im heutigen Ortsteil Silberhütte machte weitere Planungen notwendig, die der Magistrat der Stadt Sankt Andreasberg am 23. Juni 1903 der Eisenbahndirektion Cassel mitteilte. Pläne zur Fortführung der normalspurigen Odertalbahn wurden aus Kostengründen verworfen, da der zu überwindende Höhenunterschied zu groß war und ein Umweg von 6 km sowie der Bau von Kunstbauten nötig gewesen wäre.
Stattdessen wurde eine 1,6 km lange Zahnradbahn nach System Abt gebaut. Für die Erweiterung der Strecke wurden drei Linienführungen betrachtet:
- entlang der Landstraße durch das Sperrluttertal; Steigung max. 1:12
- entlang des Wäschegrunds; ähnliche Steigung
- aus dem Sperrluttertal durch den Grünen Hirsch; Steigung max. 1:6

Nach weiteren Verhandlungen wurde 1906 die dritte Variante mit leicht veränderter Streckenführung (max. Steigung 1:8,2) beschlossen, deren Bau am 1. April 1911 begonnen wurde. Der Winter 1912/13 unterbrach die Arbeiten für mehrere Monate, so dass erst im April 1913 mit dem Verlegen der Gleise und Zahnstangen begonnen werden konnte. Auf der 1.636,15 m langen Strecke wurden 1.543,61 m zweilamellige Zahnstangen verbaut. Der Stadtbahnhof sollte 5.000 Mark kosten, kostete dann aber 54.000 Mark. Insgesamt kostete der Bau mehr als 763.000 Mark. Veranschlagt waren 670.000 Mark. Die Betriebskonzession wurde am 5. Juni 1911 durch den hannoverschen Regierungspräsidenten für einen hundertjährigen Dampfbetrieb erteilt.

Gemarkung St. Andreasberg, Kleinbahn in St. Andreasberg Blatt 1 & 2
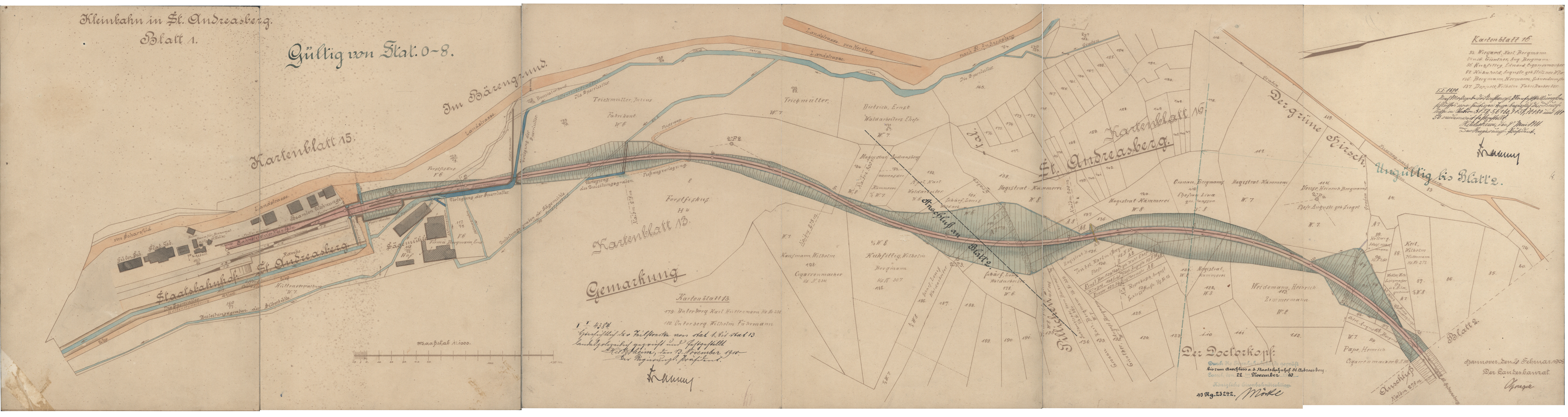
Blatt 1
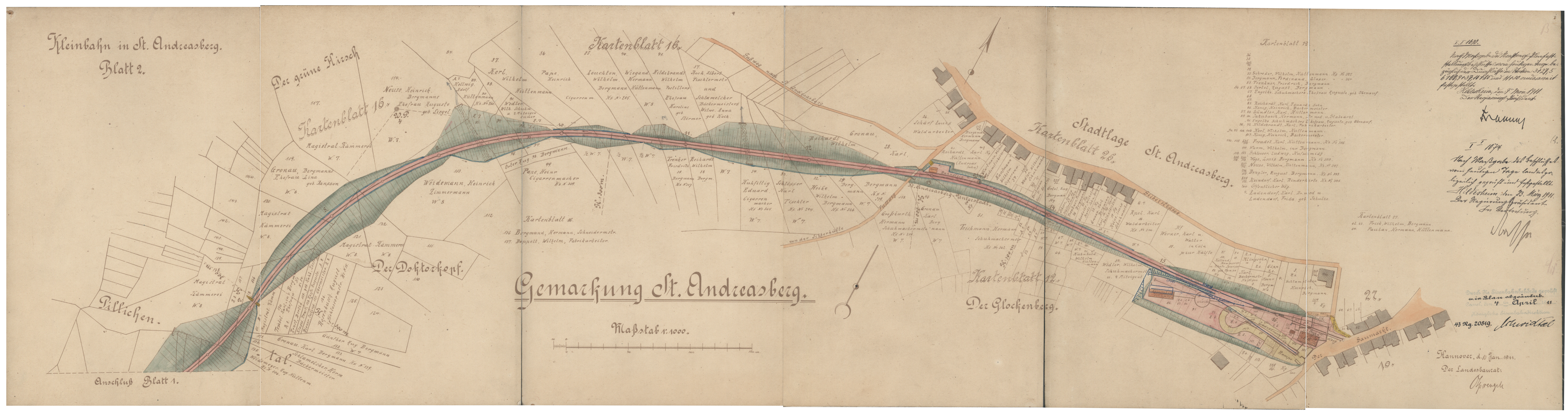
Blatt 2

## Eröffnung und Betrieb

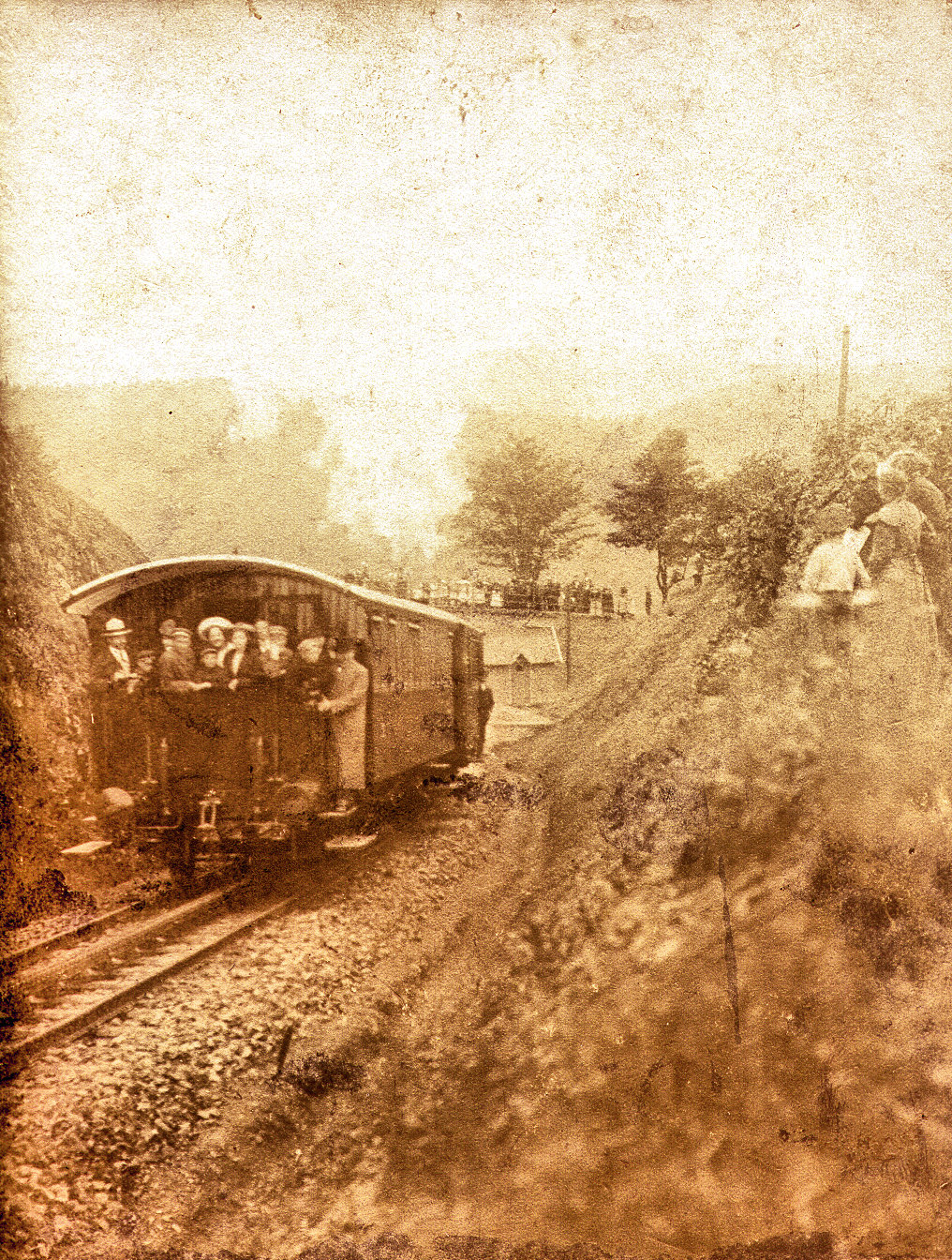
Bild der ersten Fahrt (im Hintergrund: Station Schwalbenherd und Bahnbrücke)

Am Abend des 19. Juli 1913 begann mit der Einweihung des Stadtbahnhofes auf dem Glockenberg der Bahnbetrieb. Bereits drei Tage vorher wurde der Güterbetrieb aufgenommen, um das Personal mit dem Ablauf bekanntzumachen. Zunächst wurden täglich fünf Zugpaare eingesetzt, die für die Strecke ca. 15 Minuten benötigten (Höchstgeschwindigkeit 8 km/h). Während des Ersten Weltkrieges war das Verkehrsaufkommen stark rückläufig und es kam zu einem Versorgungsengpass mit Kohle, sodass nur noch drei Zugpaare fuhren. Die Leistungen wurden in den 1920er Jahren auf nur noch zwei Zugpaare täglich ausgedünnt, und ab 1932 wurden sogar Busse und Lastkraftwagen eingesetzt. Zudem übernahm das Landeskleinbahnamt die Betriebsführung und die St. Andreasberger Kleinbahn war nicht mehr selbstständig.
Weitere Probleme brachten der Zweite Weltkrieg und die spätere Überlegung der DB, den Abschnitt Bad Lauterberg–St. Andreasberg West stillzulegen. Bedingt durch einen großen Proteststurm wurde die Odertalbahn weiterhin betrieben, und es wurden nun auch Überlegungen für eine Modernisierung der Zahnradbahn angestoßen. Eine moderne Zahnraddiesellok und ein Triebwagen, welche durchgängig von Scharzfeld nach St. Andreasberg fahren könnten, wie auch die Elektrifizierung der Strecke konnten aus Kostengründen nicht realisiert werden.
Letzte Rettung sollten DB-Schienenbusse der Baureihe VT 98 bringen: Eigenmächtig und ohne Genehmigung befuhr Paul Schöning, Leiter des Maschinenamts Braunschweig, die Steilstrecke am 18. September 1957 und erkannte, dass der Schienenbus lediglich für die Talfahrt mit zusätzlichen Bremsen hätte ausgestattet werden müssen. Zu einem Einsatz kam es allerdings nie.

## Stilllegung

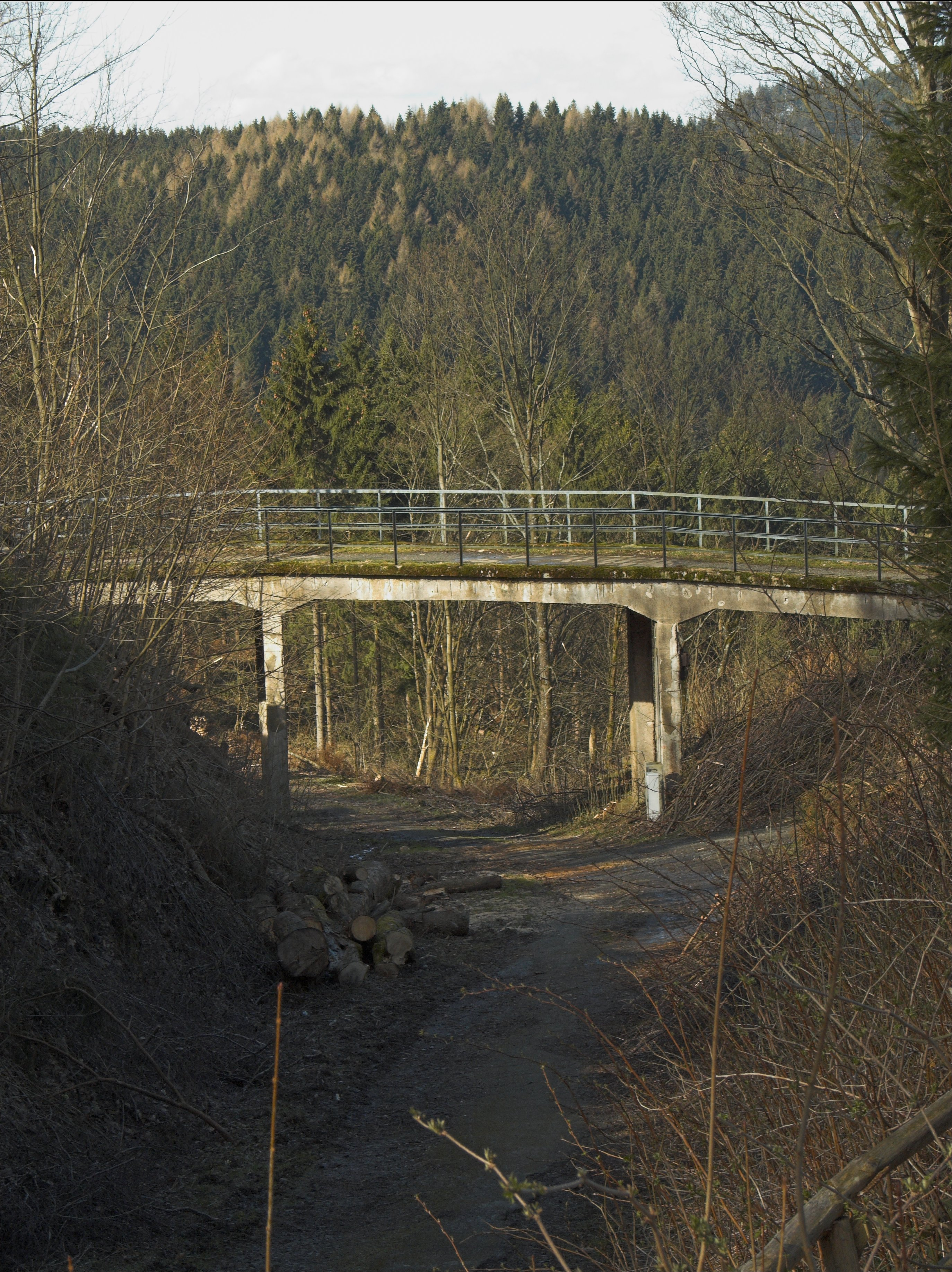
Ehemalige Haltestelle am Schwalbenherd

Im Jahr 1955 mahnte das niedersächsische Ministerium für Wirtschaft und Verkehr den Betrieb der St. Andreasberger Kleinbahn als sehr unrentabel an und sprach sich für eine Stilllegung aus. Der weiterhin stark wachsende Verkehr auf der Straße und die fehlenden Modernisierungen der Bahnstrecke machten das Ende der Zahnradbahn immer wahrscheinlicher.
Ein schwerer Unfall am 14. September 1958 mit 18 Toten und 100 Verletzten auf der Drachenfelsbahn wurde zum Anlass genommen  nach Beschluss der Gesellschafterversammlung am 28. November 1958  das Ende der Bahn in Sankt Andreasberg bekanntzugeben. Daraufhin wurde der Schienenverkehr zum 21. Dezember 1958 nach 46 Jahren aus vorgeblichen Sicherheitsgründen eingestellt, obwohl die Ursache des Unglücks der Drachenfelsbahn nicht direkt übertragbar war. Der letzte Zug soll am 23. April 1959 die Strecke befahren haben.
Am 17. August 1959 wurde die Zahnradbahn offiziell stillgelegt und sogleich mit dem Abbau der Bahn begonnen. Die St. Andreasberger Eisenbahn GmbH, wie die Firma seit 1949 lautete, betrieb bis zum 30. Mai 1965 weiter den Kraftomnibusverkehr, bis dieser von der DB übernommen wurde.

## Fahrzeuge

### Lokomotiven

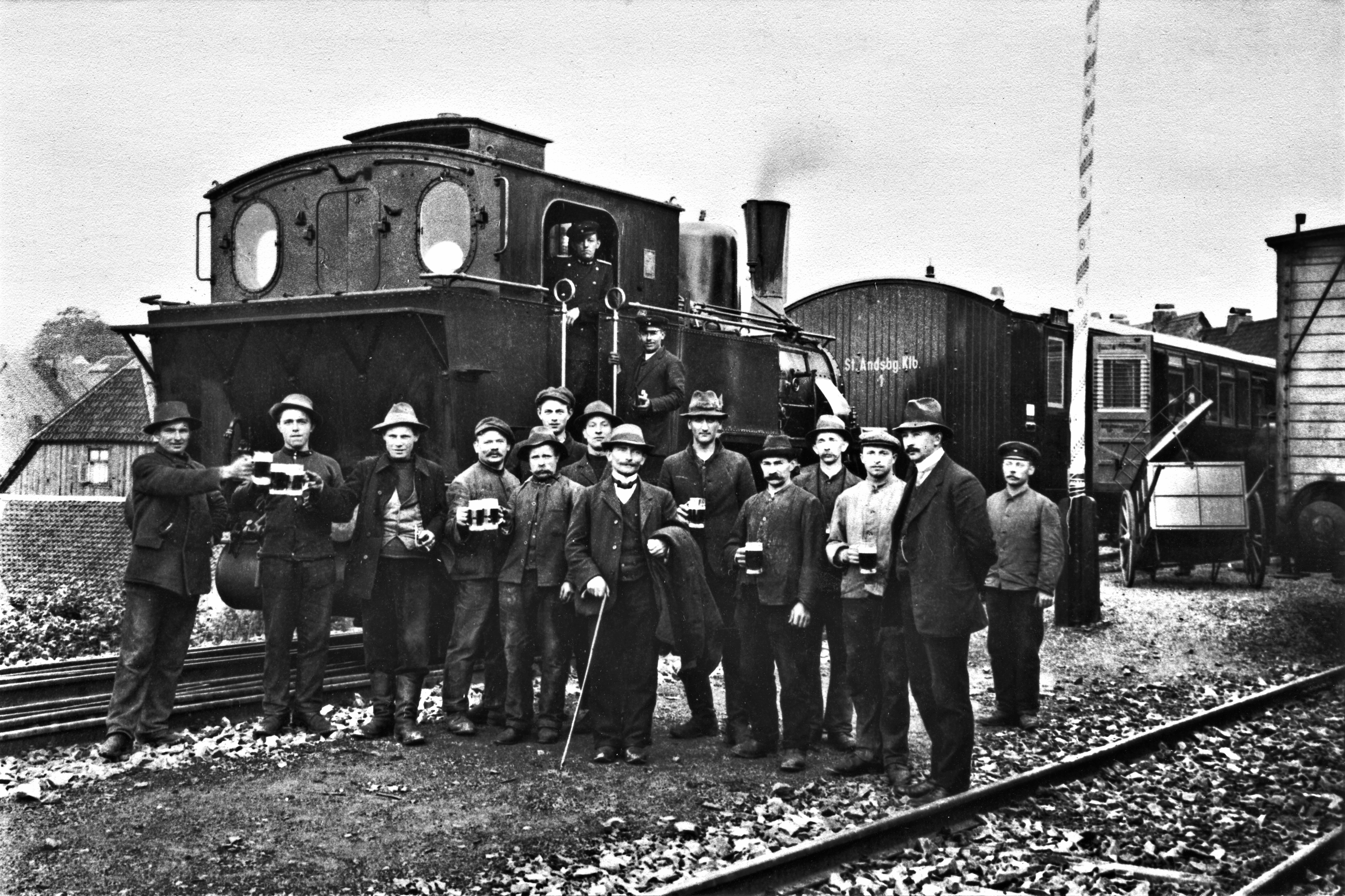
Das „Mariechen“ bei der Abnahme am 15. Juli 1913

Als Triebfahrzeuge besaß die Kleinbahn zeit ihres Bestehens die beiden Jung-L-Zahnraddampflokomotiven St. Andreasberger Kleinbahn 1 und 2. Sie wurden nach der Betriebseinstellung der Strecke verschrottet.
| Nr. | NLEA-Nr. | Hersteller | Fab.-Nr. | Baujahr | Bauart  | Leistung | Spurweite | Gewicht |
| --- | -------- | ---------- | -------- | ------- | ------- | -------- | --------- | ------- |
| 1   | 391      | Jung       | 1780     | 1912    | C-n4vzt | 320 PS   | 1435 mm   | 37 t    |
| 2   | 392      | Jung       | 1781     | 1912    | C-n4vzt | 320 PS   | 1435 mm   | 37 t    |

### Wagen
Die beiden 1913 von der Hannoverschen Waggonfabrik hergestellt zweiachsigen Personenwagen mit 70 Sitzplätze bzw. Post- und Gepäckabteil mit wenigen Sitzen  hatten ein Bremszahnrad, sie wurden ebenfalls nach der Betriebseinstellung verschrottet. Güterwagen gab es keine, der Güterverkehr wurde mit normalen Staatsbahnwagen abgewickelt.

## Gegenwart und Relikte der Bahnanlagen

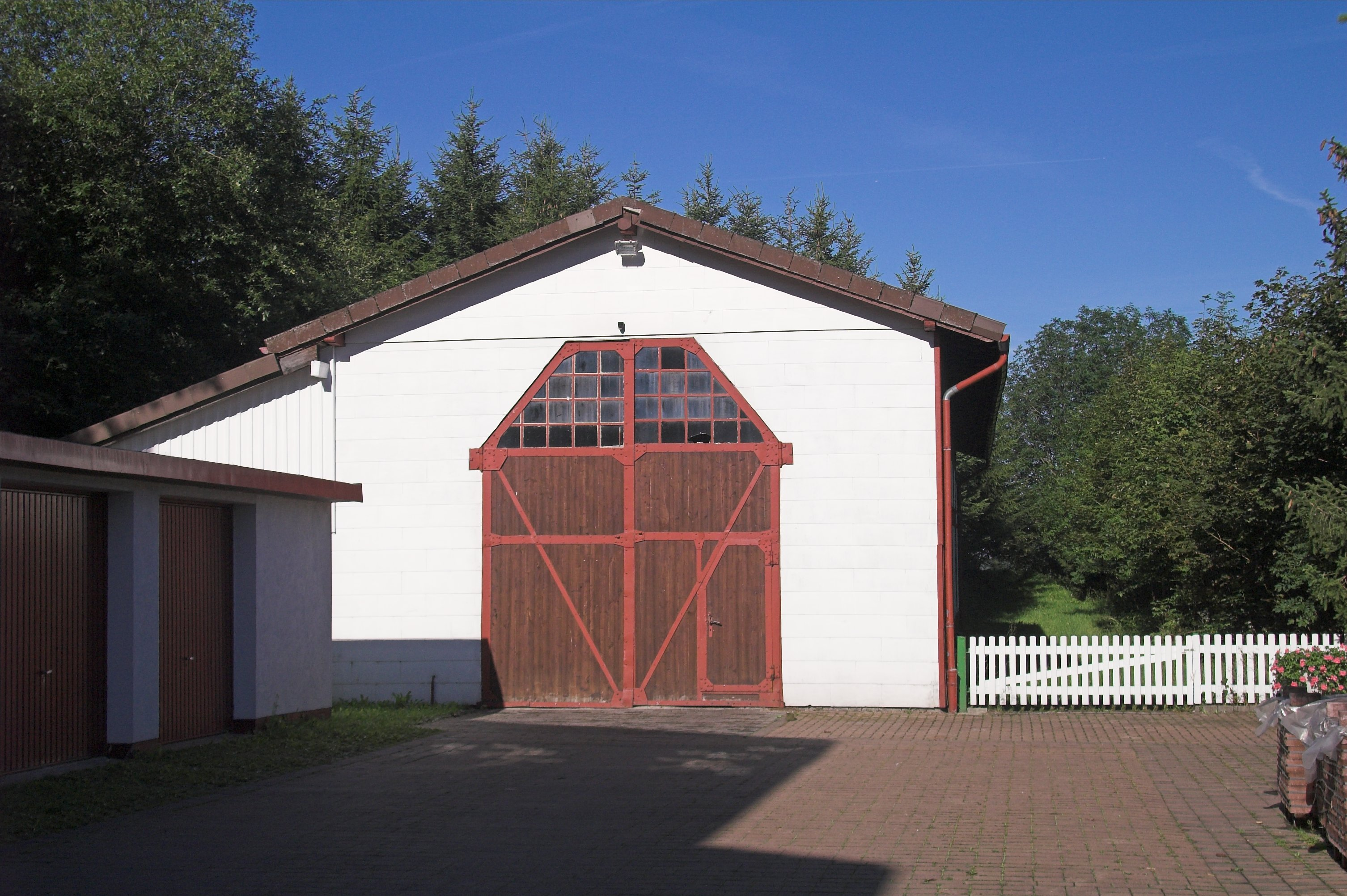
Ehemaliger Lokschuppen am Stadtbahnhof

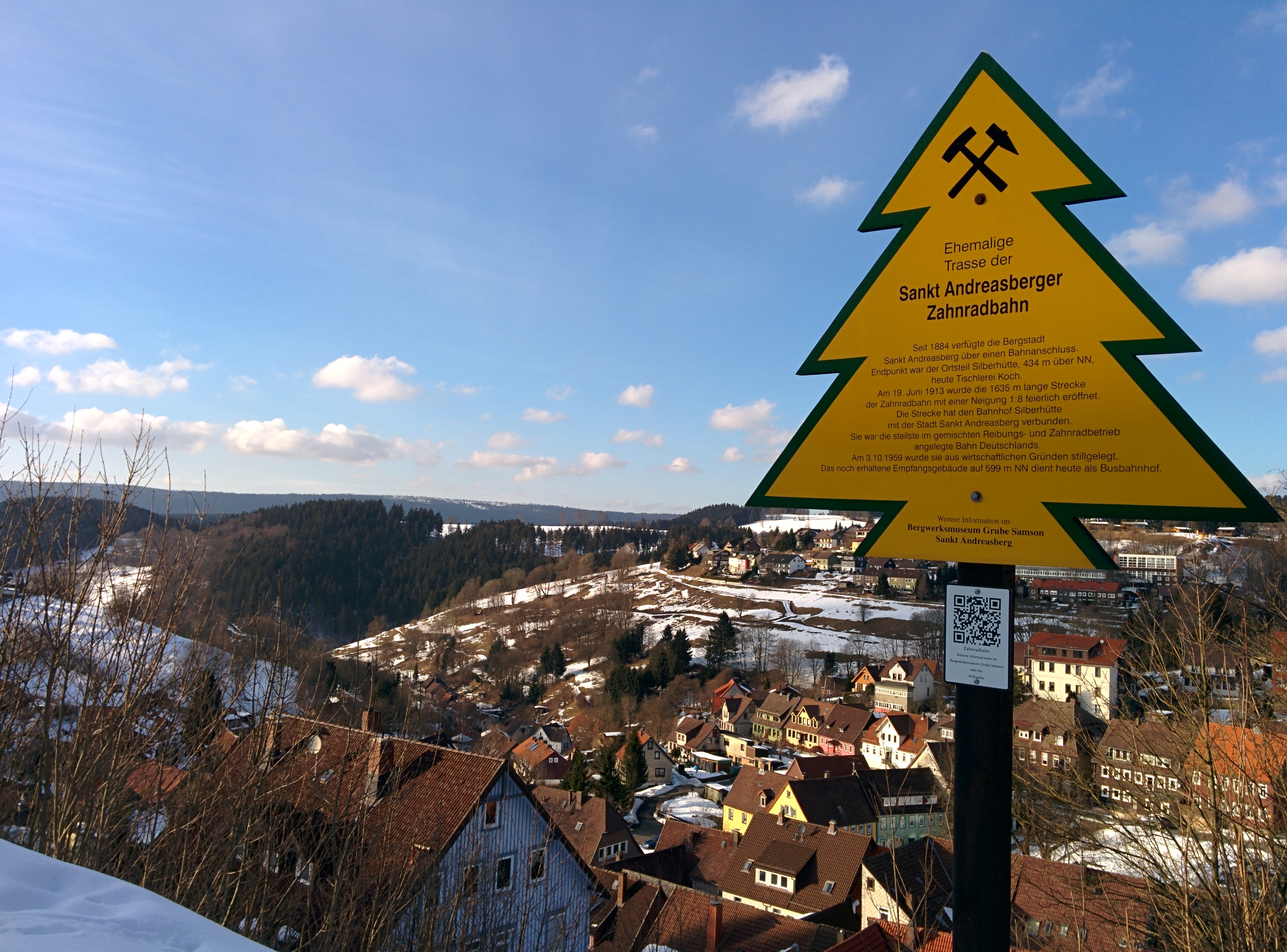
Dennert-Tanne in Erinnerung an die Zahnradbahn

Das unter Denkmalschutz stehende Bahnhofsgebäude des Stadtbahnhofs diente als Kurverwaltung und anschließend, bis 2005, als Atelier. Seitdem stand es leer und wurde zum Verkauf angeboten. Im August 2022 wurde das Gebäude verkauft.
Das große Vordach dient als Dach des Busbahnhofs. Auch der ehemalige Lokschuppen am alten Stadtbahnhof ist erhalten und wird von einem örtlichen Busunternehmer als Busdepot genutzt. Die ehemalige Trasse ist teilweise asphaltiert worden und führt bis kurz vor Silberhütte. Im Winter kann sie als Rodelbahn genutzt werden.
Im Obergeschoss des Museums der Grube Samson (Besucherbergwerk) in St. Andreasberg befindet sich heute eine kleine Ausstellung zur St. Andreasberger Kleinbahn mit historischen Fotos, Fahrkarten, Bahnhofsschildern und einem Modell des Bahnhofs St. Andreasberg Stadt. Eine größere Ausstellung steht zeitweilig im Kurhaus.